# لانتانا باهامية
لانتانا باهامـية (الاسم العلمي: Lantana bahamensis) هي نوع نباتي يتبع جنس اللانتانا من فصيلة اللويزية.